# Blandy (Essonne)
Blandy település Franciaországban, Essonne megyében. Lakosainak száma 115 fő (2022. január 1.). Blandy Mespuits, Audeville, Rouvres-Saint-Jean, Sermaises, Brouy, Roinvilliers és Le Malesherbois községekkel határos.

## Népesség
A település népességének változása:
| Lakosok száma | 121  | 120  | 120  | 118  | 117  | 115  | 111  | 115  |
|               | 2013 | 2015 | 2017 | 2018 | 2019 | 2020 | 2021 | 2022 |